# F-CUBE
『F-CUBE』（えふ きゅーぶ）は、2006年1月9日から3月31日まで、FNS西日本ブロックネットで放送されていた関西テレビ制作の情報番組。

## 概要
前番組『2時ワクッ!』を大幅にリニューアルしてスタート。番組コンセプトとして、「痩せたい！」「旅に出たい！」「美味しいものを食べたい！」 何かとせわしない平日のお昼どきを過ごしているお茶の間を女性達をターゲットにお得感たっぷりの番組としている。
『2時ワクッ!』の前身番組の『2時ドキッ!』のように、各曜日ごとにテーマを設け、それに沿った内容で放送された。
番組開始後、2006年3月のワンクールで番組が終了したため、実質的に放送時間が掛っている『FNNスーパーニュースアンカー』放送スタートまでのつなぎ番組となった。本番組の終了により、平日午後帯のFNS西日本ブロックネットで放送される情報番組枠は消滅した。
この番組終了から3年後の2009年に『あっぷ&UP!』が始まるまで14時台はドラマ再放送を行った。
なお、この番組終了後、平日午後帯のFNS西日本ブロックネットでの番組は放送されなかったが、2023年4月から、『1時50分からはスローでイージーなルーティーンで』が一部の系列局で同時ネットされる。

## 主なコーナー

### 月曜日
噂のポロリン!
思わず口から「ポロリン」と出た口コミ情報を基に、街の最新トレンドなどを探っていく。

### 火曜日
家族対抗ダイエットバトル ヤセ10!
家族2組（父母とその娘の3人1組）が10日間のダイエット対決を行い、2週にわたりその様子を最新のダイエット情報を交えて紹介する。

### 水曜日
ザ・プレミア
健康・離婚・教育問題など、女性向けのノンフィクションドキュメント企画。

### 木曜日
素敵にぶらりずむ
毎回女性タレント2名が、週末におすすめの旅情報を紹介するロケ企画。

### 金曜日
週刊!芸能キング
最新の芸能情報と、全国各地のお取り寄せグルメを紹介するコーナーの2本立てで、前番組である『2時ワクッ!』金曜日の内容をほぼ踏襲していた。金曜日のみハイビジョン制作。

## 出演者

### MC
- オーケイ（火曜日）
- 藤本景子（関西テレビアナウンサー）（金曜日）

### パーソナリティ
- 大西ユカリ（月曜日）
- 岡安譲（関西テレビアナウンサー）（月曜日）
- ランディーズ（月曜日）
- $10（月曜日）
- まあくん（アイドル研究家）（月曜日）
- チュートリアル（金曜日）
- 久本朋子（金曜日）
- 前田忠明（金曜日）
- 松本佳子（芸能レポーター）（金曜日）

### ナレーション
- 谷口キヨコ（木曜日）
- モンスター前塚（金曜日）
- 大島榎奈（金曜日）

## ネット局と放送時間

### 月－木曜日
| 放送対象地域   | 放送局             | 系列           | 放送日時                   | 遅れ       | 備考                |
| -------------- | ------------------ | -------------- | -------------------------- | ---------- | ------------------- |
| 近畿広域圏     | 関西テレビ         | フジテレビ系列 | 月 － 木曜日 16:25 - 16:54 | 制作局     |                     |
| 高知県         | 高知さんさんテレビ | フジテレビ系列 | 月 － 木曜日 16:25 - 16:54 | 同時ネット |                     |
| 愛媛県         | テレビ愛媛         | フジテレビ系列 | 月 － 木曜日 14:05 - 14:35 | 先行ネット |                     |
| 長崎県         | テレビ長崎         | フジテレビ系列 | 月 － 木曜日 14:05 - 14:35 | 先行ネット |                     |
| 熊本県         | テレビ熊本         | フジテレビ系列 | 月 － 木曜日 14:05 - 14:35 | 先行ネット |                     |
| 鹿児島県       | 鹿児島テレビ       | フジテレビ系列 | 月 － 木曜日 14:05 - 14:35 | 先行ネット |                     |
| 岡山県・香川県 | 岡山放送           | フジテレビ系列 | 金曜日 15:00 - 15:30       |            | 『ヤセ10!』のみ放送 |

### 金曜日
| 放送対象地域   | 放送局                   | 系列           | 放送日時           | 遅れ       |
| -------------- | ------------------------ | -------------- | ------------------ | ---------- |
| 近畿広域圏     | 関西テレビ               | フジテレビ系列 | 金曜日14:05 ‐15:00 | 制作局     |
| 岡山県・香川県 | 岡山放送                 | フジテレビ系列 | 金曜日14:05 ‐15:00 | 先行ネット |
| 島根県・鳥取県 | 山陰中央テレビジョン放送 | フジテレビ系列 | 金曜日14:05 ‐15:00 | 先行ネット |
| 愛媛県         | テレビ愛媛               | フジテレビ系列 | 金曜日14:05 ‐15:00 | 先行ネット |
| 長崎県         | テレビ長崎               | フジテレビ系列 | 金曜日14:05 ‐15:00 | 先行ネット |
| 熊本県         | テレビ熊本               | フジテレビ系列 | 金曜日14:05 ‐15:00 | 先行ネット |

## スタッフ
- 構成：佐久間貴司、北村誠人
- TD （テクニカルディレクター）：藤澤一二
- カメラマン：有本龍介
- VE （ビデオエンジニア）：中西基
- 音声：澤口佳代子
- 照明：金子宗央
- 効果：三浦智子
- 美術：古江薫
- セットデザイン：萩原英伸
- 美術進行：西口英希
- タイトル：広田真吾
- ディレクター：加藤麻衣、田口誠一郎、日根祥年、山崎啓仁
- チーフディレクター：豊福陽子
- プロデューサー：栄川歩美
- チーフプロデューサー：谷口俊哉
- 映像協力：フジテレビ
- スタッフ協力：東通企画、イングス
- 制作協力：メディアQuest
- 制作著作：関西テレビ